# Andrea da Grosseto
Andrea da Grosseto (Grosseto, XIIIe siècle - ... ?) est un écrivain italien du Duecento.

## Biographie
Né à Grosseto dans la première moitié du XIIIe siècle, on sait peu de chose de l'œuvre littéraire d'Andrea da Grosseto et de sa vie. À une certaine heure, Andrea da Grosseto s'installe à Paris, où il enseigne la littérature et la poésie. En 1268, il traduit du latin en italien les trois Traités de morale d'Albertano da Brescia. Son apport à la littérature italienne est considéré comme important, car certains spécialistes le tiennent pour le premier écrivain de langue italienne.

## Œuvres
Andrea da Grosseto a traduit du latin en italien les trois Traités de morale d'Albertano da Brescia :
- Della consolazione e dei consigli (Liber Consolationis et Consilii).
- Dottrina del tacere e del parlare (Liber Doctrina Dicendi et Tacendi).
- Dell'amore e della dilezione di Dio e del prossimo e delle altre cose (De Amore et Dilectione Dei et Proximi et Aliarum Rerum et de Forma Vitae), incomplet.